# Molophilus (Molophilus) womba
Molophilus (Molophilus) womba is een tweevleugelige uit de familie steltmuggen (Limoniidae). De soort komt voor in het Australaziatisch gebied.